# Paysage humanisé (Québec)
 (mai 2023).
 (mai 2023).
La mise en forme du texte ne suit pas les recommandations de Wikipédia : il faut le « wikifier ».
Les points d'amélioration suivants sont les cas les plus fréquents :
- Les titres sont pré-formatés par le logiciel. Ils ne sont ni en capitales, ni en gras.
- Le texte ne doit pas être écrit en capitales (les noms de famille non plus), ni en gras, ni en italique, ni en « petit »…
- Le gras n'est utilisé que pour surligner le titre de l'article dans l'introduction, une seule fois.
- L'italique est rarement utilisé : mots en langue étrangère, titres d'œuvres, noms de bateaux, etc.
- Les citations ne sont pas en italique mais en corps de texte normal. Elles sont entourées par des guillemets français : « et ».
- Les listes à puces sont à éviter, des paragraphes rédigés étant largement préférés. Les tableaux sont à réserver à la présentation de données structurées (résultats, etc.).
- Les appels de note de bas de page (petits chiffres en exposant, introduits par l'outil «  Source ») sont à placer entre la fin de phrase et le point final[comme ça].
- Les liens internes (vers d'autres articles de Wikipédia) sont à choisir avec parcimonie. Créez des liens vers des articles approfondissant le sujet. Les termes génériques sans rapport avec le sujet sont à éviter, ainsi que les répétitions de liens vers un même terme.
- Les liens externes sont à placer uniquement dans une section « Liens externes », à la fin de l'article. Ces liens sont à choisir avec parcimonie suivant les règles définies. Si un lien sert de source à l'article, son insertion dans le texte est à faire par les notes de bas de page.
- La présentation des références doit suivre les conventions bibliographiques. Il est recommandé d'utiliser les modèles {{Ouvrage}}, {{Chapitre}}, {{Article}}, {{Lien web}} et/ou {{Bibliographie}}. Le mode d'édition visuel peut mettre en forme automatiquement les références.
- Insérer une infobox (cadre d'informations à droite) n'est pas obligatoire pour parachever la mise en page.

Pour une aide détaillée, merci de consulter Aide:Wikification.
Si vous pensez que ces points ont été résolus, vous pouvez retirer ce bandeau et améliorer la mise en forme d'un autre article.
L’expression paysage humanisé s’applique à des territoires pour lesquels on veut souligner l’empreinte de l’homme sur des milieux naturels. Le paysage humanisé au Québec est aussi un type d’aire protégée qui s’inscrit dans la catégorie V de l’Union internationale pour la conservation de la nature (UICN), soit les paysages terrestres et marins protégés. 

## Description
Selon la loi sur la conservation du patrimoine naturel, sanctionnée en 2002 par le gouvernement du Québec, « Un paysage humanisé vise la protection de la biodiversité d’un territoire habité, terrestre ou aquatique, dont le paysage et ses composantes naturelles ont été façonnés, au fil du temps, par des activités humaines en harmonie avec la nature et présentent un caractère distinct dont la conservation dépend fortement de la poursuite des pratiques qui en sont à l’origine »
Le paysage humanisé est une aire protégée qui vise la conservation de la biodiversité, mais également celle des paysages et des valeurs culturelles bénéfiques à cette biodiversité. Il permet de reconnaître le rôle des communautés locales et régionales dans la conservation de la nature et de mettre en valeur les pratiques durables et exemplaires. 
La création de ce statut de protection s’est inscrite dans une prise de conscience, dans les années 2000, du retard du Québec dans la protection de son territoire et d’un changement de paradigme dans la protection des milieux naturels. On reconnaissait alors d'une part, que certaines activités humaines peuvent contribuer à la biodiversité et d'autre part, l’importance de la  participation des communautés locales et régionales pour initier des projets de protection.
Une municipalité régionale de comté (MRC) ou une communauté métropolitaine peut en effet, en collaboration avec les municipalités locales et les communautés autochtones concernées, déposer une demande de reconnaissance de paysage humanisé. Cette demande fait suite à la tenue d’une consultation publique. Cette démarche de reconnaissance est balisée par la Loi sur la conservation du patrimoine naturel. La demande de reconnaissance permet au Ministère d’analyser l’admissibilité du projet et, au besoin, d’émettre des recommandations pour qu’il devienne admissible. À la fin de son analyse, le ministre transmet un avis d’admissibilité aux demandeurs.
Une fois l’avis d’admissibilité reçu, les demandeurs préparent le plan de conservation du paysage humanisé et le transmettent au Ministère pour approbation. Lorsque le plan de conservation est approuvé, le ministre reconnaît le paysage humanisé par un avis publié à la Gazette officielle du Québec. 
Par l’introduction de ce statut, le gouvernement du Québec assurait une forme de reconnaissance légale au paysage et visait particulièrement la protection de la biodiversité dans le sud du Québec, soit une portion du Québec sous représentée sur le plan des aires protégées.

## Paysages humanisés reconnus
L’ouest de l’île Bizard a obtenu le statut de paysage humanisé projeté par décret du gouvernement et arrêté ministériel en septembre 2021 et les démarches se poursuivent entre la Ville de Montréal et le ministère de l'Environnement afin que le territoire obtienne le statut permanent de protection pour 25 ans minimum.
Le statut projeté, donc une protection provisoire, a été accordé pour l’ouest de l’île Bizard en vertu des dispositions transitoires de la loi modifiant la Loi sur la conservation du patrimoine naturel et d’autres dispositions. En effet, le projet a été amorcé dans le cadre législatif initial de la Loi sur la conservation du patrimoine naturel. Des modifications importantes y ont été apportées en 2021 notamment dans la procédure de désignation des aires protégées, en retirant la procédure visant à octroyer une protection provisoire à titre d’étape préliminaire à la désignation et en prévoyant que la mesure de conservation applicable aux paysages humanisés prenne la forme d’une reconnaissance par le ministre plutôt que d’une désignation par le gouvernement. 
L'Île Bizard est une île située au nord-ouest de Montréal, elle fait partie de l’arrondissement de L’Île-Bizard-Sainte-Geneviève, soit l’un des 19 arrondissements de la Ville de Montréal.
C’est l’arrondissement le moins peuplé de Montréal qui comporte une vaste zone agricole dans sa partie ouest et un parc-nature  dans sa partie est.
Le territoire du paysage humanisé projeté de L’Île-Bizard couvre la partie ouest de l’île Bizard et une portion de la rivière des Prairies et du lac des Deux Montagnes. Il protège une superficie de 1798 ha.
Le territoire du paysage humanisé projeté de L’Île-Bizard se distingue par sa proportion élevée de milieux naturels et sa riche biodiversité, dans un contexte habité. Il se distingue aussi par son paysage de bocage, formé de champs entourés de haies arborescentes et de murets de pierre, créant une mosaïque d’habitats favorables à la biodiversité. Le territoire constitue un maillon important pour le maintien de la connectivité écologique à l’échelle de l’ouest montréalais.

## Protection de la biodiversité
La protection de la biodiversité de l'île Bizard permettra de maintenir à long terme la qualité de vie des résidents et la santé de la population, et d’assurer la résilience du territoire face aux changements climatiques. La nature rend de nombreux services à la population, notamment en la protégeant des inondations et en assurant la qualité de l’eau et de l’air. Elle apporte aussi des avantages importants aux agricultrices et agriculteurs, favorisant particulièrement la pollinisation, la qualité des sols, la lutte contre les ennemis des cultures et l’adaptation aux impacts des événements climatiques extrêmes, comme les sécheresses.
Le paysage humanisé projeté de L’Île-Bizard permettra d’assurer l’équilibre entre les milieux naturels, les espaces agricoles et les lieux de vie. Les activités agricoles, économiques et récréatives peuvent se poursuivre, dans le respect du plan de conservation. Les propriétaires gardent la pleine jouissance de leurs droits de propriété, dans le respect des lois et règlements en vigueur. Les transactions entre propriétaires privés peuvent également se poursuivre sans obligation de consulter le ministre.
L’octroi du statut de protection a fait l’objet d’un long processus de désignation, c’est à la fois un aboutissement et l’amorce d’une nouvelle étape de mise en œuvre du projet. C’est un projet lauréat du Gala de reconnaissance 2022 du Conseil régional de l’environnement de Montréal.
D'autres projets de paysage humanisé sont à l'étude dans le territoire québécois.